# Zakrzew (powiat Lubelski)
Zakrzew is een dorp in het Poolse woiwodschap lubelskie, in het district Lubelski. De plaats maakt deel uit van de gemeente Zakrzew.